# Somatochlora

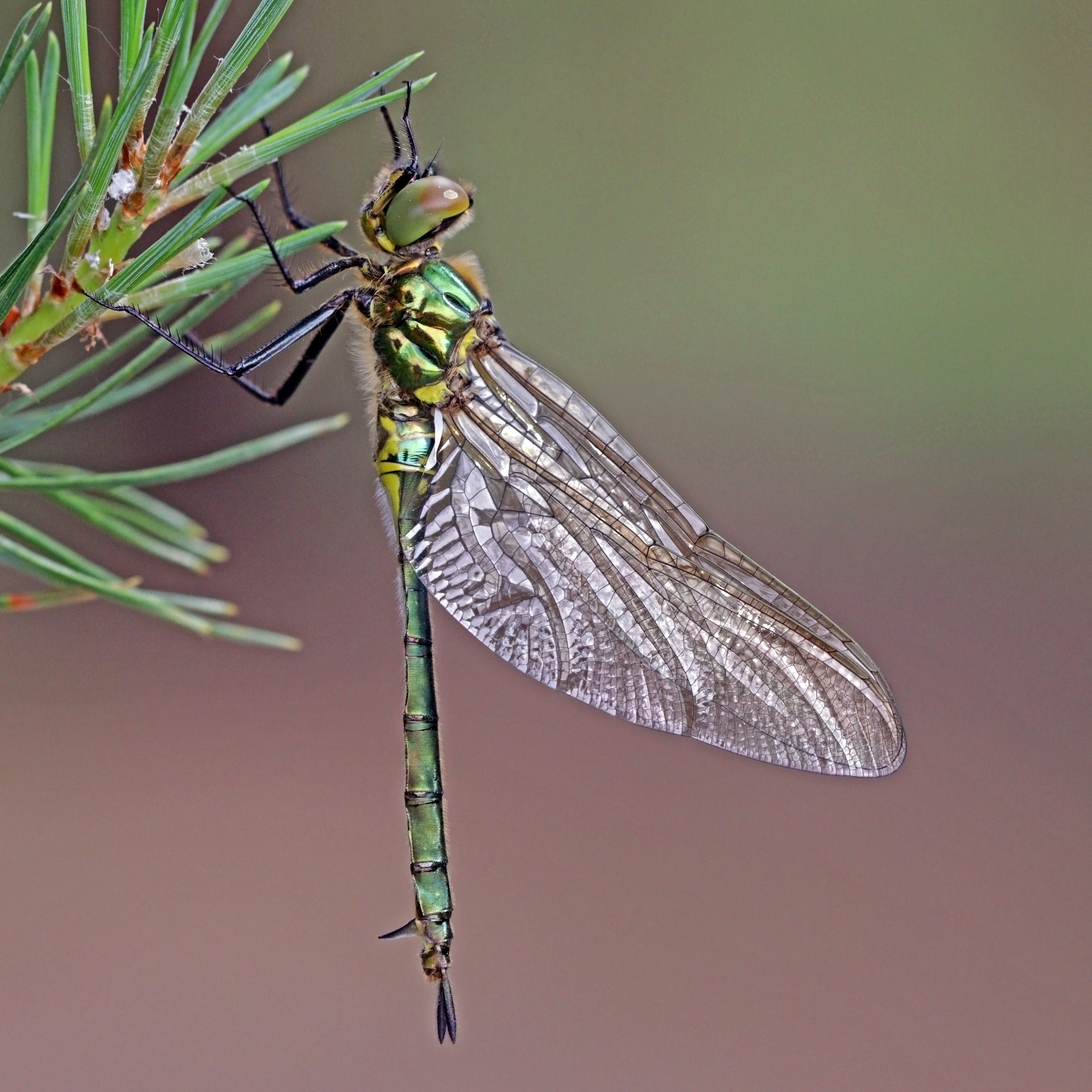
Teneral Somatochlora metallica fêmea

Somatochlora, ou as esmeraldas listradas, é um gênero de libélulas da família Corduliidae com 42 espécies descritas encontradas em todo o hemisfério norte.

## Taxonomia
O nome Somatochlora é derivado do grego soma (corpo) e khloros (verde). A espécie Corduliochlora borisi foi anteriormente tratada como membro de Somatochlora.

## Descrição

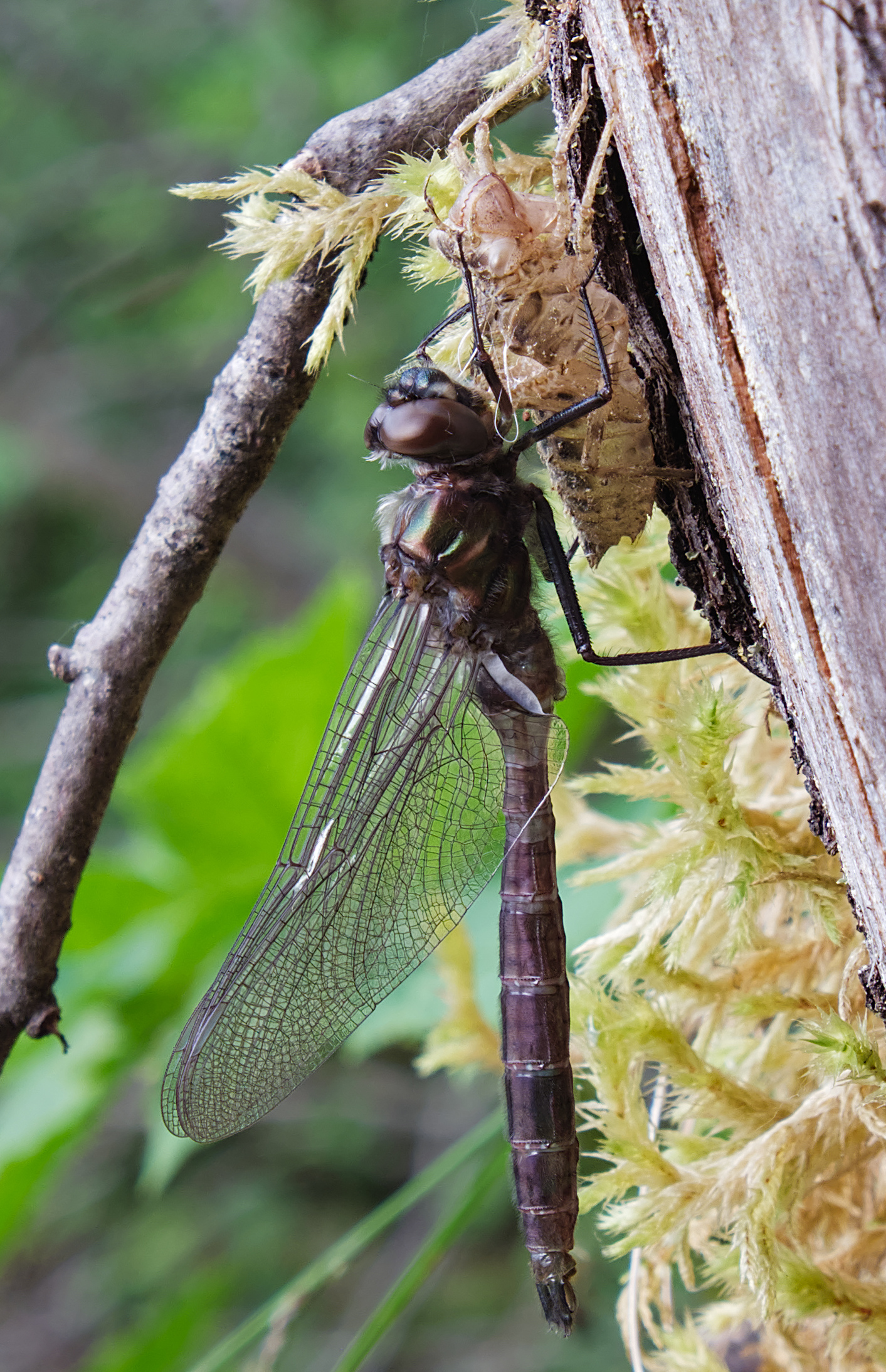
Macho recém-emergido de S. albicincta em seu exúvio

Os membros deste gênero são libélulas de tamanho médio com corpos escuros e um brilho verde metálico. Os olhos são verdes brilhantes e muitas espécies têm manchas opacas a amarelas brilhantes no tórax e / ou abdômen. Os abdomens dos homens são distintos, com os dois primeiros segmentos em forma de bulbo, o terceiro contraído e o resto do abdômen em forma de clube com uma extremidade reta. As mulheres têm abdomens com lados mais retos. Identificar essas libélulas em espécies pode ser difícil. Os cercos dos machos, na ponta do abdômen, têm formas distintas em cada espécie, assim como as placas subgênitas no abdômen feminino. Em algumas espécies, a placa subgênita é grande e saliente, e é usada como um "pseudo- ovipositor " para inserir ovos em um substrato.

## Distribuição

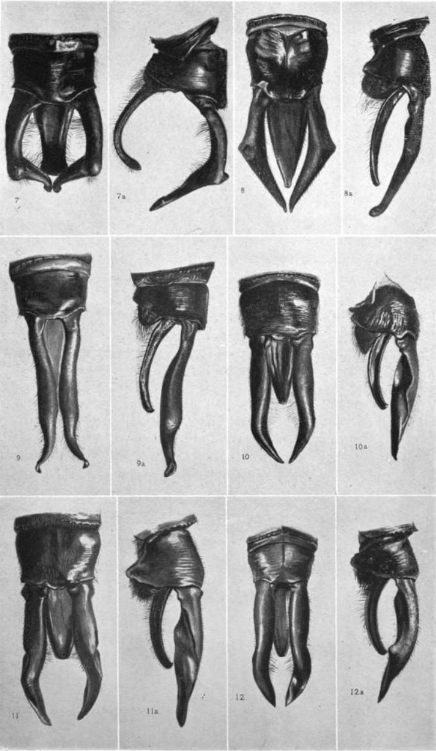
Ilustração mostrando cercos machos de várias espécies de Somatochlora

Somatochlora são encontrados em todo o hemisfério norte na Europa, Ásia e América do Norte, com algumas espécies se estendendo para as regiões árticas ao norte da linha das árvores.  Algumas espécies se estendem ao sul para a Espanha, Turquia, norte da Índia, norte do Vietnã, Taiwan e sul dos Estados Unidos. Pelo menos uma espécie, S. semicircularis, pode ser encontrada em altitudes de até 3700 metros. Na América do Norte, a maioria das espécies vive na floresta boreal e / ou nas montanhas dos Apalaches.

## Historia de vida

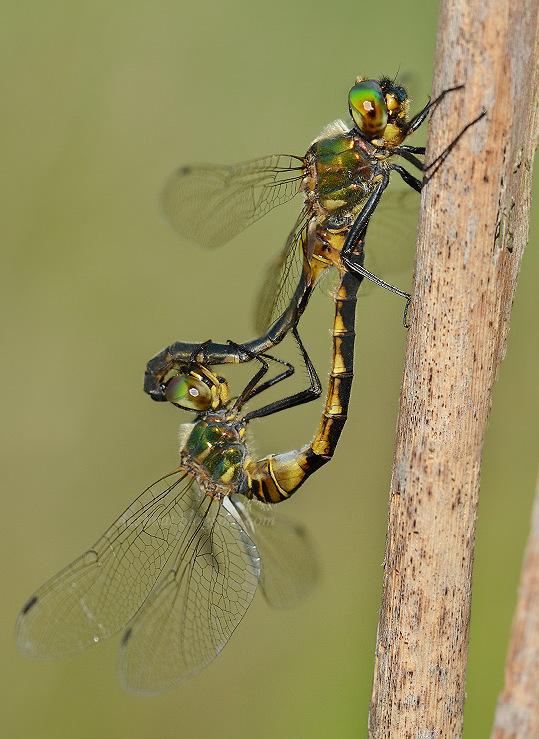
Par de acasalamento de Somatochlora flavomaculata

Somatochlora larvas normalmente vive em pântanos, brejos e / ou riachos florestais, com algumas espécies encontradas em lagos. Eles não ocorrem em lagoas pantanosas. Muitas espécies estão limitadas a habitats muito específicos e são raras e locais. Os adultos se alimentam durante o vôo e podem ocorrer a alguma distância de seu habitat de reprodução em enxames mistos.

## Espécies

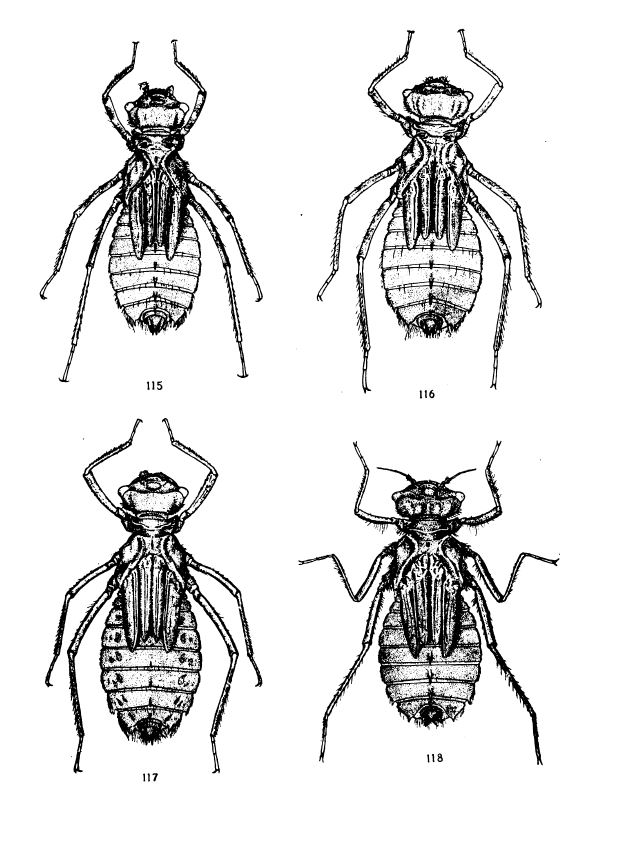
Larvas de várias espécies de Somatochlora

Somatochlora é o grupo mais diverso entre os Corduliidae. Das 42 espécies descritas abaixo, 25 são norte-americanas, 16 são eurasianas e 1 é circumboreal ( S. sahlbergi).
| Espécies                                         | Nome Comun(s)                          | Distribuição                                          |
| ------------------------------------------------ | -------------------------------------- | ----------------------------------------------------- |
| Somatochlora albicincta (Burmeister, 1839)       | ringed emerald                         | Canadá, norte Estados Unidos                          |
| Somatochlora alpestris (Selys, 1840)             | alpine emerald                         | Europa e Ásia                                         |
| Somatochlora arctica (Zetterstedt, 1840)         | northern emerald                       | Europa e Ásia                                         |
| Somatochlora brevicincta Robert, 1954            | Quebec emerald                         | Canadá, norte dos Estados Unidos                      |
| Somatochlora calverti Williamson & Gloyd, 1933   | Calvert's emerald                      | sul dos Estados Unidos                                |
| Somatochlora cingulata (Selys, 1871)             | lake emerald                           | Canadá, norte dos Estados Unidos                      |
| Somatochlora clavata Oguma, 1922                 |                                        | Japão e Coreia                                        |
| Somatochlora daviesi Lieftinck, 1977             |                                        | Butão, Nepal, e Índia                                 |
| Somatochlora dido Needham, 1930                  |                                        | China e Vietnã                                        |
| Somatochlora elongata (Scudder, 1866)            | ski-tipped emerald, ski-tailed emerald | nordeste da América do Norte                          |
| Somatochlora ensigera Martin, 1907               | plains emerald                         | centro Norte América do Norte                         |
| Somatochlora exuberata Bartenev, 1910            |                                        | Japão e eastern Russia                                |
| Somatochlora filosa (Hagen, 1861)                | fine-lined emerald                     | southeastern Estados Unidos                           |
| Somatochlora flavomaculata (Vander Linden, 1825) | yellow-spotted emerald                 | Europe                                                |
| Somatochlora forcipata (Scudder, 1866)           | forcipate emerald                      | Canada, northern Estados Unidos                       |
| Somatochlora franklini (Selys, 1878)             | delicate emerald                       | Canada, northern Estados Unidos                       |
| Somatochlora georgiana Walker, 1925              | coppery emerald                        | eastern Estados Unidos                                |
| Somatochlora graeseri Selys, 1887                |                                        | east Asia                                             |
| Somatochlora hineana Williamson, 1931            | Hine's emerald                         | Ontario e Midwest Estados Unidos                      |
| Somatochlora hudsonica (Hagen in Selys, 1871)    | Hudsonian emerald                      | western e central Canada, northwestern Estados Unidos |
| Somatochlora incurvata Walker, 1918              | incurvate emerald                      | northeastern North America                            |
| Somatochlora kennedyi Walker, 1918               | Kennedy's emerald                      | Canada, northeastern Estados Unidos                   |
| Somatochlora linearis (Hagen, 1861)              | mocha emerald                          | eastern North America                                 |
| Somatochlora lingyinensis Zhou & Wa, 1979        |                                        | Zhejiang                                              |
| Somatochlora margarita Donnelly, 1962            | Texas emerald                          | Texas e Louisiana                                     |
| Somatochlora meridionalis Nielsen, 1935          | Balkan emerald                         | sudeste Europa                                        |
| Somatochlora metallica (Vander Linden, 1825)     | brilliant emerald                      | Europa                                                |
| Somatochlora minor Calvert, 1898                 | ocellated emerald                      | Canadá, norte Estados Unidos                          |
| Somatochlora ozarkensis Bird, 1933               | Ozark emerald                          | Arkansas, Kansas, Missouri e Oklahoma                 |
| Somatochlora provocans Calvert, 1903             | treetop emerald                        | sudeste Estados Unidos                                |
| Somatochlora sahlbergi Trybom, 1889              | treeline emerald                       | noroeste Canadá, Alasca, norte Rússia, Escandinávia   |
| Somatochlora semicircularis (Selys, 1871)        | mountain emerald                       | oeste América do Norte                                |
| Somatochlora septentrionalis (Hagen, 1861)       | muskeg emerald                         | Canadá                                                |
| Somatochlora shanxiensis Zhu & Zhang, 1999       |                                        | Hubei, Shanxi                                         |
| Somatochlora shennong Zhang, Vogt & Cai, 2014    |                                        | Guangxi, Hubei                                        |
| Somatochlora taiwana Inoue & Yokota 2001         |                                        | Taiwan                                                |
| Somatochlora tenebrosa (Say, 1840)               | clamp-tipped emerald                   | eastern América do Norte                              |
| Somatochlora uchidai Förster, 1909               |                                        | Japão, China e Rússia                                 |
| Somatochlora viridiaenea (Uhler, 1858)           |                                        | Japão, este Rússia                                    |
| Somatochlora walshii (Scudder, 1866)             | brush-tipped emerald                   | Canadá, norte Estados Unidos                          |
| Somatochlora whitehousei Walker, 1925            | Whitehouse's emerald                   | Canadá, noroeste Estados Unidos                       |
| Somatochlora williamsoni Walker, 1907            | Williamson's emerald                   | Este América do Norte                                 |